# Karl-Mantel-Straße 52

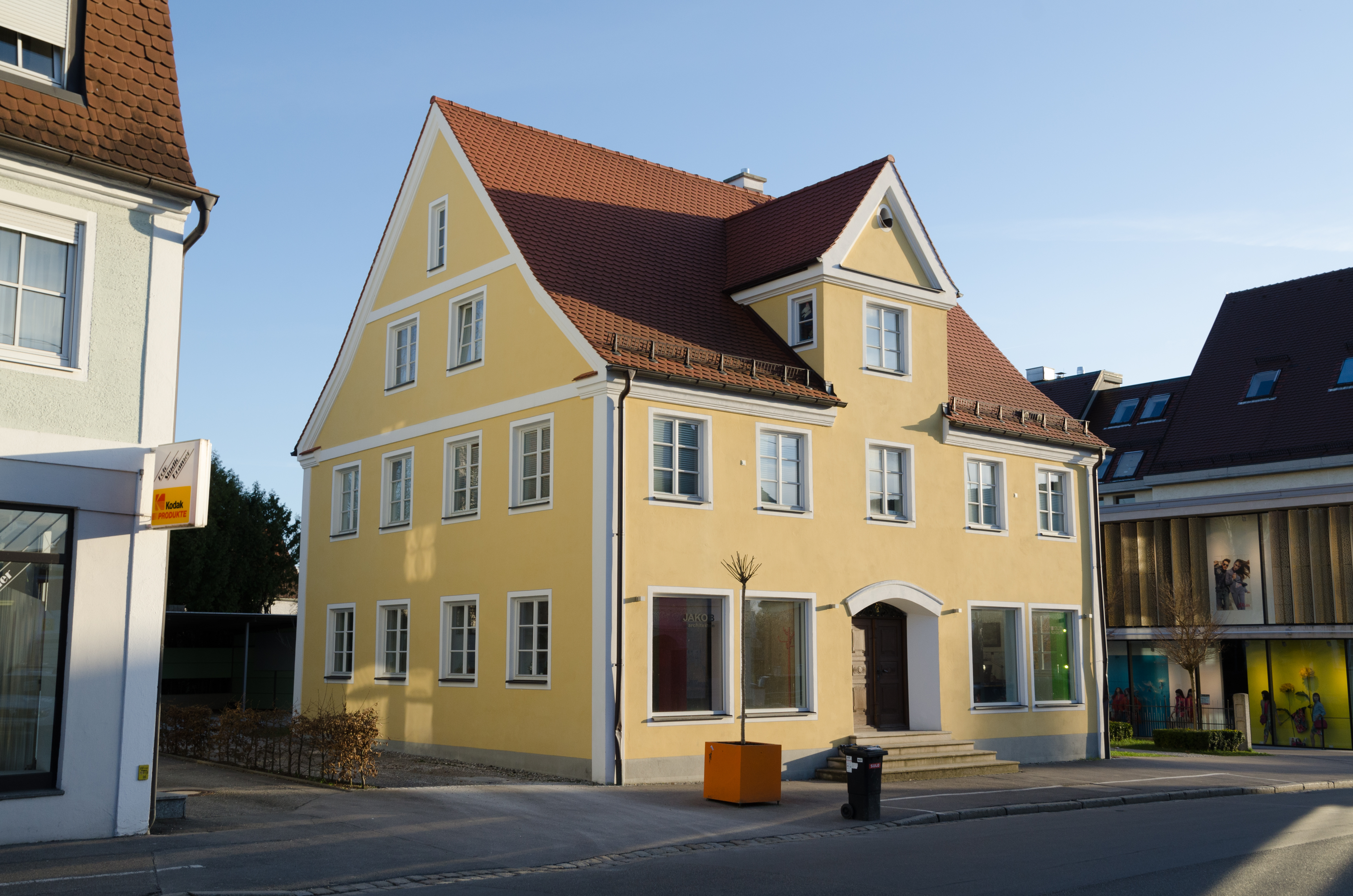
Gebäude Karl-Mantel-Straße 52 in Hürben

Das Gebäude Karl-Mantel-Straße 52 in Hürben, einem Ortsteil der Stadt Krumbach im schwäbischen Landkreis Günzburg in Bayern, wurde Mitte des 19. Jahrhunderts errichtet. Das ehemalige Wohn- und Geschäftshaus ist ein geschütztes Baudenkmal.
Der Satteldachbau mit Zwerchhaus und vier zu fünf Fensterachsen wurde für eine jüdische Kaufmannsfamilie errichtet. Von der bauzeitlichen Ausstattung sind die zweiflügelige Eingangstür im klassizistischen Zopfstil und die Podesttreppe mit Baluster erwähnenswert. Die erste Dachebene mit verputzten Holzstützen diente als Kultraum. 
In einem Schuppen des Grundstücks wurde eine zweiflügelige Eingangstür mit einem in den Türsturz geschnitzten jüdischen Segensspruch in hebräischer Sprache entdeckt. Die Übersetzung lautet: „Gesegnet seist Du wenn Du hereinkommst, gesegnet seist Du wenn Du hinausgehst, 1804“.  
Die reiche Putzgliederung des Hauses wurde 1970 abgeschlagen.